# Чарльз-Микс
Округ Чарльз Микс (англ. Charles Mix County) располагается в штате Южная Дакота, США. Официально образован в 1862 году. По состоянию на 2010 год, численность населения составляла 9129 человек.

## География
По данным Бюро переписи США, общая площадь округа равняется 2979 км2, из которых 2843 км2 суша и 136 км2 или 4,57 % это водоёмы.

## Население
По данным переписи населения 2000 года в округе проживает 9 350 жителей в составе 3 343 домашних хозяйств и 2 326 семей. Плотность населения составляет 3,00 человека на км2. На территории округа насчитывается 3 853 жилых строений, при плотности застройки около 1,00-го строения на км2. Расовый состав населения: белые — 69,65 %, афроамериканцы — 0,13 %, коренные американцы (индейцы) — 28,28 %, азиаты — 0,10 %, гавайцы — 0,01 %, представители других рас — 0,47 %, представители двух или более рас — 1,37 %. Испаноязычные составляли 1,89 % населения независимо от расы.
В составе 34,20 % из общего числа домашних хозяйств проживают дети в возрасте до 18 лет, 53,10 % домашних хозяйств представляют собой супружеские пары проживающие вместе, 11,70 % домашних хозяйств представляют собой одиноких женщин без супруга, 30,40 % домашних хозяйств не имеют отношения к семьям, 28,30 % домашних хозяйств состоят из одного человека, 15,10 % домашних хозяйств состоят из престарелых (65 лет и старше), проживающих в одиночестве. Средний размер домашнего хозяйства составляет 2,74 человека, и средний размер семьи 3,37 человека.
Возрастной состав округа: 32,00 % моложе 18 лет, 7,10 % от 18 до 24, 23,20 % от 25 до 44, 20,40 % от 45 до 64 и 20,40 % от 65 и старше. Средний возраст жителя округа 36 лет. На каждые 100 женщин приходится 96,60 мужчин. На каждые 100 женщин старше 18 лет приходится 94,10 мужчин.
Средний доход на домохозяйство в округе составлял 26 060 USD, на семью — 30 688 USD. Среднестатистический заработок мужчины был 24 747 USD против 19 688 USD для женщины. Доход на душу населения составлял 11 502 USD. Около 20,80 % семей и 26,90 % общего населения находились ниже черты бедности, в том числе — 35,50 % молодежи (тех, кому ещё не исполнилось 18 лет) и 21,00 % тех, кому было уже больше 65 лет.